# Tony McCormack

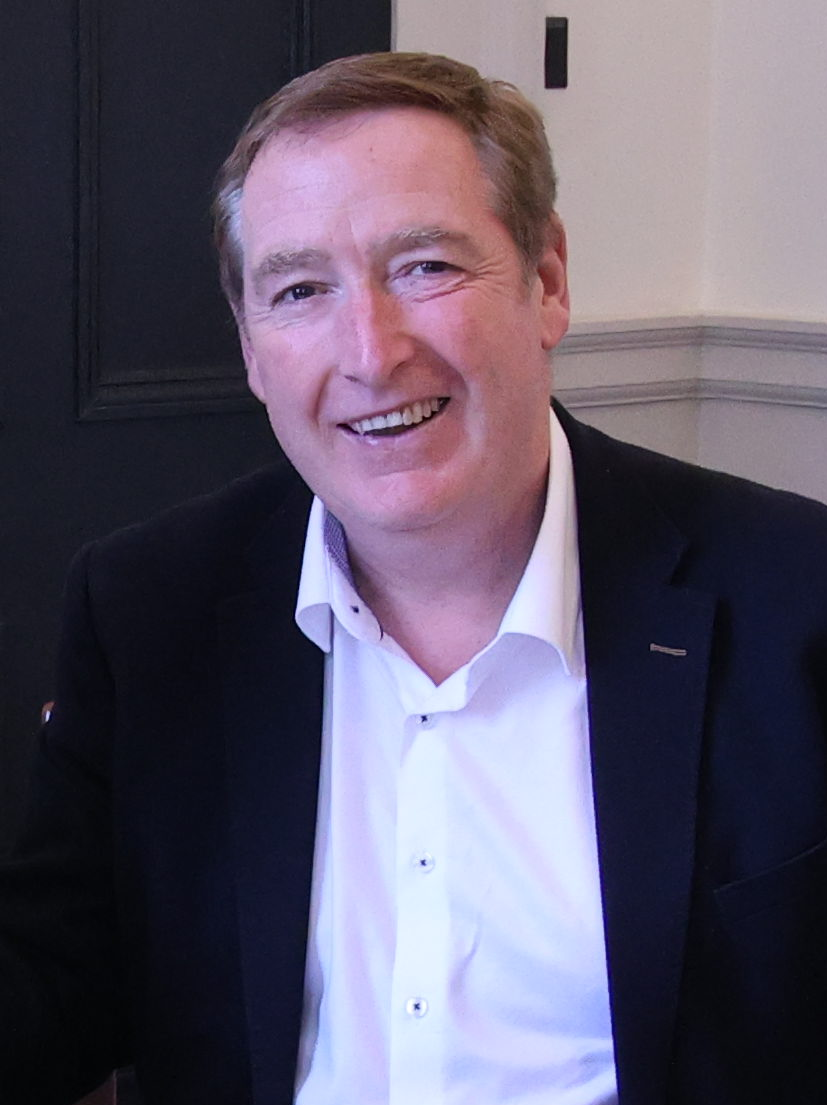
Tony McCormack (2024)

Tony McCormack (* 1968 oder 1969 im County Offaly, Irland) ist ein irischer Politiker der Fianna Fáil (FF).

## Leben
Tony McCormack betrieb lange Zeit eine Druckerei in Tullamore. 
2017 rückte er in den Offaly County Council nach und wurde 2019 und 2024 wiedergewählt. Bei den Wahlen zum Dáil Éireann 2024 gelang es ihm auf Anhieb, für den Wahlkreis Offaly einen Sitz zu erringen und zog als Teachta Dála in den Dáil Éireann ein.

## Privates
Tony McCormack ist mit Joan verheiratet und hat mit ihr zwei Söhne. 